# Yao (Sprache)
Yao oder Chiyao – auch Ciyao, Achawa, Adsawa, Adsoa, Ajawa, Ayawa, Ayo, Djao, Haiao, Hiao, Hyao, Jao, Veiao oder Wajao genannt – ist die Sprache der Yao (Wayao) in Malawi, Tansania und Mosambik.
Sie wird von etwa einer Million Menschen in Malawi und jeweils etwas weniger als einer halben Million in Mosambik und Tansania gesprochen.
Wie die weiteren in Malawi gesprochenen Sprachen Chichewa, ChiTumbuka etc. zählt sie zu den Bantusprachen.